# Lester Young
Lester Willis Young (sinh ngày 27 tháng 8 năm 1909 – mất ngày 15 tháng 3 năm 1959), biệt danh là "Pres" hay "Prez", là nghệ sĩ nhạc jazz kèn tenor saxophone và clarinet người Mỹ.
Xuất thân là thành viên nhóm nhạc của Count Basie, Young là một trong những nghệ sĩ có ảnh hưởng nhất đối với cây kèn saxophone. Đối lập với nhiều nghệ sĩ đương thời có cách chơi dữ dội, Young chơi kèn một cách thư giãn, sử dụng tông nhẹ và hòa âm nhẹ nhàng "phong cách trôi-nổi, xoay tròn và chìm xuống như chú mòng biển, cô đọng với những đoạn riff đơn giản và sôi động làm hài lòng cả những vũ công lẫn thính giả."
Nổi tiếng với tính phiền muộn cũng như phong cách giàu nội tâm, ông đã tạo nên và phổ biến nhiều từ lóng hipster đặc trưng gắn liền với âm nhạc của mình.

## Danh sách đĩa nhạc

### Thành viên trong ban nhạc của Count Basie
- The Original American Decca Recordings (GRP, 1937-39 [1992])
- America's No. 1 Band: The Columbia Years (1936–1940 và những buổi thu không có Young tính tới năm 1942) Columbia Records
- Super Chief (1936–1940 và những buổi thu không có Young tính tới năm 1964) Columbia Records

### Thành viên của JATP
- The Complete Jazz At The Philharmonic On Verve: 1944-1949 Verve Records (10-CD box set, 1998)

### Sự nghiệp solo
- The Kansas City Sessions (1938 và 1944) Commodore Records
- The Master's Touch (1944) – Savoy Records
- The Complete Aladdin Recordings (1942–7) – buổi thu năm 1942 cùng Nat King Cole và nhiều giai đoạn hậu chiến khác
- Lester Young Trio (1946) – cùng Cole và Buddy Rich Verve Records
- The Complete Savoy Recordings (1944–50)
- One Night Stand - The Town Hall Concert 1947 – thu âm trực tiếp
- Lester Young with the Oscar Peterson Trio (1952) Verve Records
- Just You, Just Me (1953)
- Live at Birdland- Lester Young (1953)
- Pres and Teddy (1956) Verve Records
- The Jazz Giants '56 (1956) – Verve Records
- The Complete Lester Young Studio Sessions on Verve – 8-CD box set (bao gồm 2 đoạn phỏng vấn duy nhất Young còn tồn tại tới ngày nay)
- Lester Young in Washington, D.C., 1956 (5 tập), cùng nhóm Bill Potts Trio – Original Jazz Classics
- Count Basie – Count Basie at Newport (1957)
- Going for Myself (1957–1958, phát hành sau khi qua đời) cùng Harry Edison

### CùngBillie Holiday
- Lady Day: The Complete Billie Holiday on Columbia Columbia Records
- Billie Holiday and Lester Young: A Musical Romance (1937-1941) Columbia Records [2002]

### CùngOscar Peterson
- Lester Young with the Oscar Peterson Trio (1952, Verve)